# Генрих из Зютфена
Генрих из Зютфена (нем. Heinrich von Zütphen; собственно, Моллер или Мёллер; 1488[…], Зютфен, Гелдерланд — 10 декабря 1524[…], Хайде, Шлезвиг-Гольштейн) — немецкий лютеранский священнослужитель, богослов и проповедник; один из первых мучеников Реформации.

## Биография
Генрих родился в немецкой семье в 1488 году в городе Зютфен в провинции Гелдерланд на востоке Нидерландов.
В 1504 году он вступил в Августинский орден и в 1515 году поступил в Виттенбергский университет, где сблизился с инициатором Реформации Мартином Лютером.
В 1516 году Генрих стал приором августинского монастыря в Дордрехте, но за сочувствие Реформации был изгнан из города.
Подвергшись преследованию за пропаганду нового учения, Генрих бежал в Бремен, где был назначен городским проповедником, а оттуда перешёл в Дитмаршен.

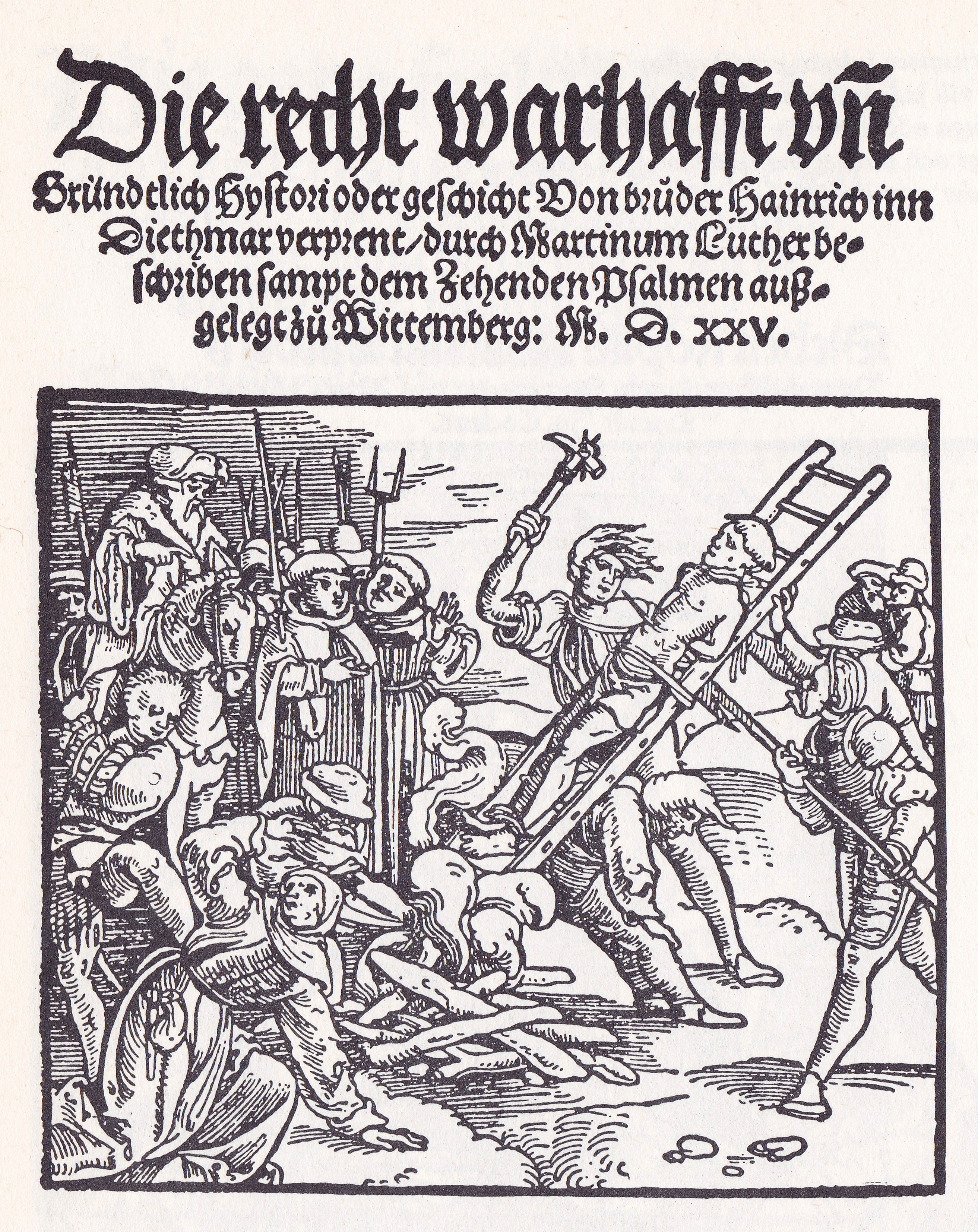
Мученичество Генриха

Дитмаршенские монахи не были рады появлению реформатора и решили устранить инакомыслящего. Они вооружили местных крестьян (предварительно настроив их против Генриха), которые ночью, с 9 на 10 декабря 1524 года, напали на его дом, вытащили его на улицу и после жестокого избиения сожгли заживо (в ряде источников говорится, что Генрих умер от побоев, а в огонь бросили уже мёртвое тело).
Якоб Пробст рассказал Лютеру о кончине своего друга и попросил написать утешительное письмо для Бремена. Сочинение Лютера «История мученичества брата Генриха фон Зютфена» было широко распространено в нескольких переизданиях, включая нижненемецкий перевод. Ланге также написал отчет о мученической кончине своего бывшего товарища по монастырю, который был напечатан дважды.
Реформация утвердилась в Дитмаршене только восемь лет спустя после смерти Генриха.